# José Luis Bueno
José Luis Bueno (Barrancabermeja, Santander, Colombia; 30 de agosto de 1986) es un futbolista colombiano. Juega como delantero y su equipo actual es el Deportivo San Pedro de la Primera División de Guatemala

## Clubes
| Club                                 | País                | Año                |
| ------------------------------------ | ------------------- | ------------------ |
| Cúcuta Deportivo                     | Colombia            | 2005-2007          |
| Atlético Bucaramanga                 | Colombia            | 2007-2008          |
| Alianza Petrolera                    | Colombia            | 2008               |
| Cúcuta Deportivo                     | Colombia            | 2008               |
| Valledupar F. C.                     | Colombia            | 2009               |
| Manta FC                             | Ecuador             | 2009               |
| UA San Antonio                       | Venezuela           | 2009               |
| Cúcuta Deportivo                     | Colombia            | 2010-2012          |
| Ureña Sport Club Deportivo San Pedro | Venezuela Guatemala | 2013 2013-presente |

## Palmarés

### Campeonatos nacionales
| Título              | Club             | País     | Año  |
| ------------------- | ---------------- | -------- | ---- |
| Primera B           | Cúcuta Deportivo | Colombia | 2005 |
| Torneo Finalización | Cúcuta Deportivo | Colombia | 2006 |